# Purenleon connexus
Purenleon connexus är en insektsart som först beskrevs av Banks 1920.  Purenleon connexus ingår i släktet Purenleon och familjen myrlejonsländor. Inga underarter finns listade i Catalogue of Life.